# Девиз Европейского союза
In varietate concordia (с лат. — «единство в многообразии») — официальный девиз Европейского союза. Согласно Европейской комиссии, девиз означает, что европейцы едины в совместной работе на благо мира и процветания, и что множество различных культур, традиций и языков Европы являются позитивным фактором для этого континента.

## История
Был выбран после неофициального процесса обсуждения в 2000 году из представленных на сайтах devise-europe.org и motto-europe.org вариантов, предложенных учениками 10—19 лет из Австрии, Бельгии, Дании, Финляндии, Франции, Германии, Греции, Ирландии, Италии, Люксембурга, Нидерландов, Португалии, Испании, Швеции и Великобритании. Согласно слогану акции, единственным призом за участие была возможность «написать страницу истории Европы» (англ. The only prize will be to write a page of Europe's History).
Для выбора слогана были найдены спонсоры: французский музей Второй мировой войны Memorial de Caen и компания France Telecom, поддерживавшая сайт. Было найдено 40 партнёров-средств массовой информации; в том числе, La Repubblica в Италии, Le Soir в Бельгии, Irish Times в Ирландии, Berliner Zeitung в Германии и The Guardian в Великобритании.
Официально проект открылся 31 марта 1999 года, с запуском сайта devise-Europe.org. К 15 января 2000 года, концу срока, было подано 2016 вариантов. В феврале 2000 года страны-участницы выбирали топ-10 вариантов для рассмотрения Европейским средним жюри; 142 отобранных варианта были переведены на 11 языков. 11-12 апреля 2000 года из этого списка было отобрано 7 вариантов, отправленных в Высшее жюри в Брюсселе.
Девиз был утверждён председателем Европейского Парламента Николь Фонтен.
Девиз содержался в английской версии провалившейся европейской конституции.